# Orientalium Ecclesiarum
Orientalium Ecclesiarum (с лат. — «Восточные церкви») — декрет Второго Ватиканского собора Католической церкви. Полное название — Декрет о Восточных католических церквях «Orientalium Ecclesiarum». Утверждён папой Павлом VI 21 ноября 1964 года, после того как он был одобрен на соборе. За финальный вариант документа высказалось 2 110 участников собора, против — 39. Своё название получил по принятой в католицизме практике по своим двум первым словам.
Декрет Orientalium Ecclesiarum — один из девяти декретов Второго Ватиканского собора. Он посвящён Восточнокатолическим церквям.

## Структура
Декрет состоит из 30 статей, объединённых в 8 глав:
1. Вступление (статья 1)
2. Об отдельных Церквах, или обрядах (статьи 2-4)
3. О сохранении духовного достояния Восточных Церквей (статьи 5-6)
4. О Восточных Патриархах (статьи 7-11)
5. О дисциплине таинств (статьи 12-18)
6. О богопочитании (статьи 19-23)
7. Об отношениях с братьями, принадлежащими к отделённым Церквам  (статьи 24-29)
8. О миссионерах (статьи 23-27)
9. Об организации миссионерской деятельности (статьи 28-34)
10. Заключение (статья 30)

## Содержание
Декрет признаёт право Восточных католических церквей на собственное каноническое право и на сохранение в чистоте практикуемых ими восточных литургических обрядов. В документе подтверждаются права возглавляющих церковь Патриархов и Верховных Архиепископов устанавливать епархии, поставлять епископов, назначать патриарших экзархов, составлять литургический календарь согласно свойственной для данного обряда традиции.
Документ подчёркивает каноническое равенство литургических обрядов в Церкви, высказывает уважение восточным христианским традициям:
Католическая Церковь высоко ценит установления, литургические обряды, церковные традиции и уклад христианской жизни Восточных Церквей, ибо в них, славных своей священной древностью, сияет Традиция, идущая от Апостолов через Отцов и составляющая часть нераздельного Богооткровенного достояния всей Церкви
Заключительный раздел декрета посвящён отношениям с некатолическими Восточными христианскими церквами. Декрет говорит о необходимости братского уважения к христианам отделённых церквей и устанавливает, что несмотря на отсутствие евхаристического единства в отдельных случаях допустимо причащение членов этих церквей в католических храмах и наоборот.
Можно преподавать таинства Покаяния, Евхаристии и Елеосвящения больных восточным христианам, отделённым от Католической Церкви не по их собственному злому умыслу, если они сами об этом попросят и будут настроены должным образом. Более того: католикам также разрешается просить о тех же таинствах у служителей-некатоликов, в Церкви которых наличествуют действительные таинства, всякий раз, когда того потребует нужда или подлинная духовная польза, а доступ к католическому священнику окажется физически или нравственно невозможен..